# Wykładniki sprzężone
Wykładniki sprzężone – para liczb rzeczywistych z przedziału (1, +∞), oznaczanych zwyczajowo literami p oraz q, spełniających p + q = pq; wskazują one naturalne parowanie przestrzeni Lebesgue'a Lp oraz Lq określonych na wspólnym zbiorze z ustaloną miarą.
Dla wykładników sprzężonych prawdziwa jest tożsamość 1/p + 1/q = 1 (podawana często jako definicja), z tego powodu przyjmuje się, że wykładnikiem sprzężonym do liczby 1 jest +∞ (relacja bycia wykładnikami sprzężonymi jest symetryczna). Ponieważ p = pq - p = q(p - 1), to dla dowolnych liczb rzeczywistych a, b równość ap = bq zachodzi wtedy i tylko wtedy, gdy b = ap - 1.